# Негласні слідчі дії
Негласні слідчі (розшукові) дії — це регламентовані  Кримінальним процесуальним кодексом  України  та  спрямовані на здобуття доказів  різновид слідчих  дії, відомості про факт та методи проведення яких не підлягають розголошенню на досудовому слідстві. Результати  негласних слідчих (розшукових ) дій  можуть мати значення доказів в кримінальному процесі при їх безпосередньому дослідженні в судовому провадженні. 
До системи негласни слідчих (розшукові) дії  в кримінальному процесі входять:  
1) аудіо-, відео контроль особи (ст. 260 КПК України);  
2) спостереження за особою, місцем або річчю (ст. 269 КПК України);  
3) аудіо-, відео контроль місця (ст. 270 КПК України); 
4) арешт, огляд та виїмка кореспонденції (ст. 261–262 КПК України); 
5) зняття інформації з електронних комунікаційних мереж (ст. 263 КПК України); 
6) зняття інформації з електронних інформаційних систем (ст. 264 КПК України;
7) обстеження публічно недоступних місць, житла чи іншого володіння особи (ст. 267 КПК України); 
8) моніторинг банківських рахунків ( ст. 269-1 КПК України); 
 9) установлення місцезнаходження радіообладнання (радіоелектронного засобу (ст. 268 КПК України); 
10) негласне отримання зразків, необхідних для порівняльного дослідження ( ст. 274 КПК України); 
11) контроль за вчиненням злочину (ст. 271 КПК України), який включає: контрольовану поставку, контрольовану та оперативну закупку, спеціальний слідчий експеримент, імітування обстановки злочину; 
12) виконання спеціального завдання з розкриття злочинної діяльності організованої групи чи злочинної організації (ст. 272 КПК України).  
Звертає на себе увагу те, що такі названі в законі слідчі (розшукові) дії, як аудіо-, відеоконтроль особи, спостереження за особою, місцем або річчю та аудіо-, відеоконтроль місця ґрунтуються на одному й тому ж методі пізнання і фіксування в кримінальному провадженні  – візуальному спостереженні та технічному документуванні, і скоріше «штучно втиснуті» в різні види і процесуальні форми окремих слідчих дій, хоча можуть з більшим успіхом регламентуватись однією окремою слідчою дією. 
Негласні слідчі (розшукові)  дії можуть  проваджуватись:
1) на підставі постанови слідчого, погодженої з керівником органу досудового розслідування (виконання спеціального завдання з розкриття злочинної діяльності організованої групи чи злочинної організації – ст. 272);
2) за постановою прокурора (контроль за вчиненням злочину – ст. 271);
3) інші негласні слідчі (розшукові)  дії  проводяться ухвалою слідчого судді. При цьому установлення місцезнаходження радіоелектронного засобу не потребує дозволу слідчого судді, якщо здійснюється за заявою  власника  радіоелектронного засобу (ст. 268).
Негласні слідчі (розшукові)  дії проводяться в рамках строкі досудового слідства. 
Проводити негласні слідчі (розшукові) дії має право слідчий, який здійснює досудове розслідування злочину, або за його дорученням - уповноважені оперативні підрозділи. За рішенням слідчого чи прокурора до проведення негласних слідчих (розшукових) дій можуть залучатись також інші особи.

## Нормативні акти
- Конституція України
- Конвенція про захист прав людини і основоположних свобод
- Загальної декларації прав людини
- Міжнародний пакт про громадянські та політичні права
- Міжнародний пакт про економічні, соціальні та культурні права
- Конвенція проти катувань та інших жорстоких, нелюдських або таких, що принижують гідність, видів поводження і покарання
- Кримінальний процесуальний кодекс України

## Наукові джерела
Бабіков О. П. Негласні слідчі (розшукові) дії: теорія і практика. Київ: Норма права, 2023. 434 с.
Доказове право: підручник / В.М. Тертишник, О.І. Тертишник, А.Є. Фоменко, В.В. Ченцов; за заг. ред. д. ю.н, професора В.М. Тертишника. Київ: Алерта, 2022. 448 с.
Кримінальний процес України. Академічний курс: у 3 т. Т. 1. Загальна частина; За заг ред. акад.  акад.  НАПрН України, д-ра юрид. наук, проф,  В. Т. Нора, д-ра юрид. наук, проф. Н. Р. Бобченко. Львів: ЛНУ ім. Івана Франка, 2021. 912 с.
Конюшенко Я. Ю. Проведення слідчих (розшукових) дій у кримінальному провадженні: проблеми теорії та практики: монографія. Харків: Факт, 2020. 476 с.
Корнієнко М. В., Тертишник В. М. Доктринальні проблеми інституту негласних слідчих (розшукових) дій. Международный научный журнал «Верховенство права».  2016. №4. С. 62-68.
Коропецька С. О., Юрчишин В. М., Савченко В. А. Відібрання зразків біологічного походження під час досудового розслідування: Монографія. Чернівці: Технодрук, 2019. 184 с.
Криміналістика : підручник : у 2 т. / В. Ю. Шепітько, В. А. Журавель, В. О. Коновалова та ін.; за ред. В. Ю. Шепітька.  Харків : Право, 2019. 456 с. 
Молдован А. В.,  Молдован В .В. Слідчі (розшукові) дії. Навчально-практичний посібник. К.: Алерта, 2019. 310 с. 
Письменний Д. П. Слідчі (розшукові) та негласні слідчі (розшукові) дії в кримінальному провадженні України. Науковий вісник Херсонського державного університету. 2013. Випуск 3. Том 2. С.143-146.
Криміналістика: підручник. Криміналістика: підручник // Пясковський В., Чорноус Ю., Стратонов В., та інші / 2-е вид. перероб. і доп. К.: філія вид-во «Право», 2020. 752 с.
Коваль А.А. Забезпечення прав людини при провадженні негласних слідчих (розшукових) дій : монографія. Миколаїв : Вид-во ЧНУ імені Петра Могили, 2019. 264 с. 
Стратонов В.М. Поняття, завдання слідчих (розшукових)дій у процесі розслідування злочинів. Вісник Південного регіонального центру Національної академії правових наук України.  Одеса, 2014. №2.  С. 143-152.
Столітній А.В. Негласні слідчі (розшукові) дії. Науково-практичний посібник. К.: Норма права, 2021. 336 с.
Тализіна Я. О. Використання конфіденційного співробітництва у кримінальному провадженні : монографія / наук. ред. І. А. Тітко. Київ: Алерта, 2023. 304 с.
Тертышник В. М. Непосредственное наблюдение: модель нового следственного действия. Именем Закона. К., 1993. № 8.
Тертишник В. М. Кримінальний процесуальний кодекс України. Науково-практичний коментар. Вид. 21-ше, доповн. і перероб. Київ: Алерта, 2024. 1060 с. ISBN 978-617-566-823-8
Юхно О. О. Окремі аспекти законодавства та практики застосування негласних слідчих (розшукових) дій у кримінальному судочинстві. Вісник ХНУВС. 2013. №2(61).  С. 169-178.